# Katslösa kyrka
Katslösa kyrka är en kyrka i Katslösa. Den tillhör Villie församling i Lunds stift.

## Kyrkobyggnaden
Katslösa gamla kyrka var en romansk kyrka från 1100-talet med absid. När den förfallit ersattes den av den nuvarande kyrkan på 1870-talet. Från medeltiden återstår den lilla kyrkklockan.

## Inventarier
Dopfunten är från 1100-talet. Den har ett mässingsfat från 1500-talets senare del med bottenrelief som föreställer det dåvarande tyska riksvapnet.

### Orgel
- 1758 byggde Christian Fredrik Hardt, Malmö en orgel.
- Före 1896 användes ett harmonium i kyrkan.
- Den nuvarande orgeln byggdes 1896 av Rasmus Nilsson, Malmö och orgeln har mekaniska kägellådor.

| Manual                  | Pedal   |
| Borduna 16´             | Bihängd |
| Principal 8´            |         |
| Flûte harmonique 8'     |         |
| Viola di Gamba 8'       |         |
| Octava 4'               |         |
| Fugara 4'               |         |
| Rauschkvint 2 2/3' + 1' |         |
| Trumpet 8'              |         |